# Har Gamal
Har Gamal (hebrejsky: הר גמל) je vrch o nadmořské výšce 324 metrů v severním Izraeli, na pomezí Horní a Dolní Galileji.
Nachází se cca 3 kilometry západně od města Madžd al-Krum, na západním okraji údolí Bejt ha-Kerem. Má podobu zalesněného svahu, po jehož jižním okraji opouští vádí Nachal Šagor oblast údolí Bejt ha-Kerem. Kopec je turisticky využíván a začleněn do přírodní rezervace Har Gamal. Z vrcholu se nabízí výhled na okolní krajinu včetně Zebulunského údolí. Na severozápadních svazích se nachází jeskyně Ma'arat Jonim (מערות יונים), která je sice nepřístupná, ale byly v ní učiněny archeologické objevy pravěkého osídlení. Na západní straně začíná lesní komplex Ja'ar Achihud.